# Сен-Пьер (остров, Сен-Пьер и Микелон)
Сен-Пьер (фр. L'île Saint-Pierre) — остров в архипелаге Сен-Пьер и Микелон.

## География
Площадь — 25 км², высшая точка — Ле-Трепье (207 м). В 5 км северо-западнее расположен островная группа Микелон-Ланглад, состоящая из трёх островов, соединённых узкими томболо, де-факто образующая один остров. Рядом с островом расположено и несколько мелких необитаемых островов и скал, в том числе и ранее населённый Иль-о-Марен с остатками поселения. Сен-Пьер имеет вулканическое происхождение, но сам вулкан давно потухший.
Как и весь архипелаг, остров Сен-Пьер покрыт заболоченными лугами и сфагновыми болотами, схожими с тундрой. Деревья редки из-за тяжёлых почв, многочисленных выходов на поверхность кристаллических пород, обрывистых склонов холмов, обилия валунов, значительных площадей дюн и болот.

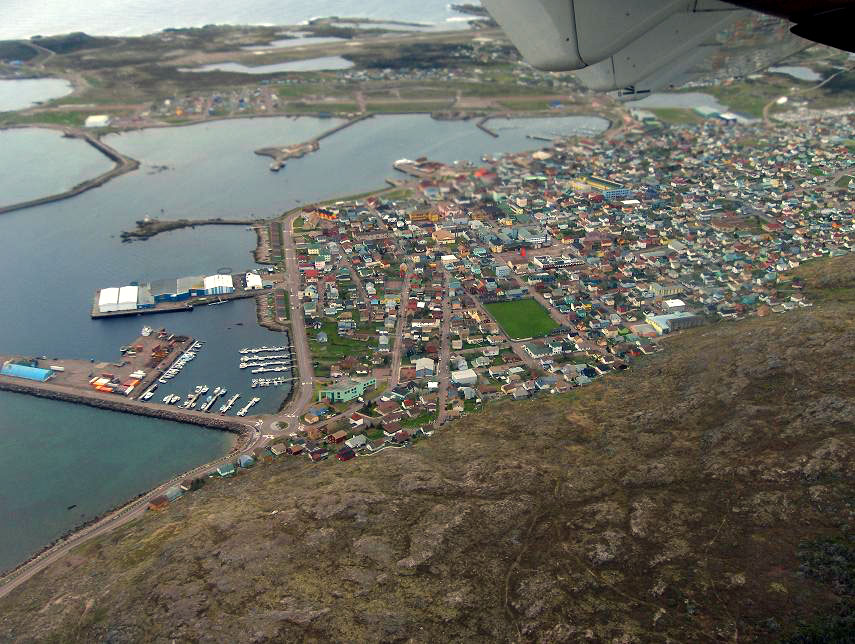
Вид на Сен-Пьер из-под крыла самолёта

## Население
Население согласно переписи 1999 года составляло 5618 жителей, а согласно переписи 2009 года 5478 жителей. На 2012 год оно оценивалось около 5400 человек. Здесь проживает около 90 % жителей всего архипелага. Подавляющее большинство живёт в городе Сен-Пьер, являющемся и столицей заморского сообщества.